# Ŭ
Ŭ, Ŭŭ – litera alfabetu łacińskiego używana do zapisu języka esperanto. W h systemie (zalecanym w „Fundamento de Esperanto”) zastępuje się tę literę przez u, natomiast w x systemie przez ux.
Oprócz tego jest używana w łacince białoruskiej oraz do fonetycznego zapisu języka koreańskiego i języka malajalam. Jest przypisana niesylabicznemu „u“, czyli w zapisie IPA – [w]. 